# Выжившие (сериал, 2021)
«Выжившие» — российский сериал в жанре постапокалиптического психологического триллера с Алексеем Филимоновым, Артуром Смольяниновым, Дарьей Савельевой и Валентиной Лукащук в главных ролях. Премьера первого сезона, снятого режиссёром Андреем Прошкиным, состоялась 12 августа 2021 года, премьера второго сезона, снятого Евгением Емелиным — 8 февраля 2024 года.

## Сюжет
Действие сериала происходит в небольшом российском городе, где появляется смертельно опасный вирус. Большая часть жителей погибает, в живых остаются только несколько человек, которых поражает сонная болезнь: люди не могут проснуться самостоятельно, и уже после двух часов сна впадают в кому. Эту идею сценаристы взяли из романа Игоря Колосова «Выжившие хотят спать».

## Список и описание серий
1 сезон
| № серии | Премьера   | Описание серии |
| ------- | ---------- | --- |
| 1       | 12.08.2021 | Пациент психбольницы, бывшие супруги, девочка Лиза и нескромная учительница живут в городе, который вот-вот умрёт.  |
| 2       | 12.08.2021 | Страшный сон не заканчивается. За считанные часы неизвестный вирус убил почти всех, в живых остались единицы.       |
| 3       | 19.08.2021 | На закате цивилизации. Мёртвый город пытается жить по-старому, а бандиты берутся за оружие, чтобы получить власть.  |
| 4       | 26.08.2021 | Новый порядок в городе постапокалипсиса. Пока криминальные группировки делят власть, Саша участвует в эксперименте. |
| 5       | 02.09.2021 | Побег, который не удался. В плену у военных выжившие должны быть весьма убедительными, чтобы остаться в живых.      |
| 6       | 09.09.2021 | Долгий путь к спасению. Даже сбежав от военных и заняв места в поезде, выжившие не могут прийти к компромиссу.      |
| 7       | 16.09.2021 | Нулевой пациент или спаситель. Пока Саша едет в институт, его спящая возлюбленная остаётся в поселке сектантов.     |
| 8       | 23.09.2021 | Он просто хотел всех спасти. После гибели участников эксперимента Морозов бежит из института, чтобы найти себя.     |

2 сезон «Пробуждение»
| № серии | Премьера        | Описание серии |
| ------- | --------------- | --- |
| 1       | 8 февраля 2024  | Саша, Лиза и Лаврова, живущие в деревне среди степи, узнают, что рядом есть город, где научились пробуждать спящих.  |
| 2       | 8 февраля 2024  | Лиза не без приключений добирается до города. На деревню нападает «саранча» и забирает в рабство Сашу и Лаврову.     |
| 3       | 15 февраля 2024 | Лиза стремится поскорее повидаться с мамой. Сашу и Лаврову ждут новые испытания в степи в окружении бандитов.        |
| 4       | 22 февраля 2024 | В фильтрационном лагере случается странная смерть. Саша получает жестокое наказание, но быстро выздоравливает.       |
| 5       | 29 февраля 2024 | В городе возникают новые серьёзные проблемы. В рядах степных бандитов происходят радикальные кадровые изменения.     |
| 6       | 7 марта 2024    | Лиза продолжает разочаровываться в городской жизни и удивляться увиденному. У Морозова появляются новые союзники.    |
| 7       | 14 марта 2024   | В городе случается настоящее чудо, но радости от этого мало. На пути Морозова и Лавровой появляются новые испытания. |
| 8       | 21 марта 2024   | Морозов примеряет на себя новую роль. Тайсон и Оля, похоже, всё ближе к страшной правде о новых городских бедах.     |
| 9       | 28 марта 2024   | Всё тайное наконец-то становится явным, мир окончательно поделён. Разыгрывается большой и страшный спектакль.        |

## В ролях
| Актёр                   | Персонаж                | Сезоны | Сезоны |
| Актёр                   | Персонаж                | 1      | 2      |
| ----------------------- | ----------------------- | ------ | ------ |
| Артур Смольянинов       | Сергей Шадрин           |        |        |
| Алексей Филимонов       | Александр Морозов       |        |        |
| Дарья Савельева         | Настя                   |        |        |
| Анна Слю                | Марина Лаврова, врач    |        |        |
| Сергей Бондарчук-мл.    | «Тайсон»                |        |        |
| Валентина Лукащук       | Ольга                   |        |        |
| Виталия Корниенко       | Лиза                    |        |        |
| Алексей Розин           | «Ротный»                |        |        |
| Глеб Пускепалис         | Густавс                 |        |        |
| Евгений Коряковский     | Епишев, врач-иммунолог  |        |        |
| Дарья Екамасова         | Дина                    |        |        |
| Яна Сексте              | Рина                    |        |        |
| Филипп Авдеев           | Виктор                  |        |        |
| Наталья Бардо           | Лена                    |        |        |
| Олег Каменщиков         | Виктор, муж Рины        |        |        |
| Даниил Белых            | Алексей, жених Насти    |        |        |
| Тагир Рахимов           | Пан                     |        |        |
| Дмитрий Муляр           | командир воинской части |        |        |
| Олег Ягодин             | «Мельник»               |        |        |
| Никита Лубенько         | «Вадим»                 |        |        |
| Сергей Удовик           | Игнатьев, мэр           |        |        |
| Максим Битюков          | Сева Головин            |        |        |
| Роза Хайруллина         | преподобная             |        |        |
| Мариэтта Цигаль-Полищук | «Седая»                 |        |        |
| Фёдор Лавров            | «Соловей»               |        |        |
| Дмитрий Куличков        | «Ряба»                  |        |        |
| Антон Филипенко         | Игорь                   |        |        |
| Евгения Крегжде         | Гала                    |        |        |
| Сергей Волков           | Гека                    |        |        |
| Сергей Гилёв            | Риналь                  |        |        |
| Кирилл Назаров          | Соткин                  |        |        |
| Таша Цветкова           | Вика                    |        |        |
| Алексей Шевченков       | аптекарь                |        |        |
| Лидия Копина            | Лара                    |        |        |

## Создание и релиз
Проект был анонсирован в 2019 году. Режиссёром стал Андрей Прошкин, креативным продюсером — Борис Хлебников. Сценарий написали Александр Лунгин, Роман Волобуев и Елена Ванина. Съёмки проходили в ноябре-декабре 2020 года в Челябинской области — преимущественно в Златоусте, а также в Миассе и Сатке. Премьера «Выживших» состоялась на международном фестивале веб-сериалов Realist Web Fest в июле 2021 года. 12 августа 2021 года сериал появился в онлайн-кинотеатре Okko.
В апреле 2023 года стартовали съёмки второго сезона, которые прошли в Москве и Оренбургской области.

## Спин-оффы
Первый сезон
Помимо восьми серий основного сериала, в 2021 году вышли ещё восемь веб-сериалов – спин-оффов. Креативным продюсером всех этих проектов был Бакур Бакурадзе.
| № | Название                     | Дата премьеры    | Режиссёр       | Актёры |
| - | ---------------------------- | ---------------- | -------------- | --- |
| 1 | «Выжившие: 3200 км»          | 24 августа 2021  | Евгений Емелин | Егор Корешков, Наталья Бардо, Маша Лобанова, Эрнест Тимерханов, Василий Мичков, Сергей Лактюнькин           |
| 2 | «Выжившие: Благие намерения» | 31 августа 2021  | Евгений Емелин | Дмитрий Чеботарёв, Евгений Харитонов, Антон Кузнецов, Константин Фисенко, Анна Воркуева, Сергей Покопцев    |
| 3 | «Выжившие: БЛОГГГЕР»         | 7 сентября 2021  | Павел Тимофеев | Богдан Голощук, Артур Мухамадияров, Матвей Осокин, Александр Лырчиков, Георгий Кудренко, Александра Ревенко |
| 4 | «Выжившие: Огни»             | 14 сентября 2021 | Павел Тимофеев | Владимир Стеклов, Филипп Авдеев, Дмитрий Богдан, Анастасия Евграфова, Мила Ершова, Нина Рощупкина           |
| 5 | «Выжившие: Подростки»        | 21 сентября 2021 | Павел Тимофеев | Богдан Голощук, Артур Мухамадияров, Диана Енакаева, Максим Деричев, Семён Штейнберг, Александр Довбня       |
| 6 | «Выжившие: Сено»             | 28 сентября 2021 | Евгений Емелин | Софья Резник, Александр Коротков, Владимир Голицын, Артём Шевченко, Светлана Мамрешева, Станислав Соломатин |
| 7 | «Выжившие: Яна»              | 5 октября 2021   | Павел Тимофеев | Аслан Цаллати, Егор Корешков, Анастасия Куимова                                                             |
| 8 | «Выжившие: Иона»             | 12 октября 2021  | Евгений Емелин | Ростислав Бершауэр, Иван Фоминов, Валерий Октябрьский, Александр Марин, Илья Сланевский, Татьяна Власова    |

Спецвыпуск
29 декабря 2023 года вышел специальный новогодний эпизод «Выжившие. Смертельный номер». Режиссёром стал Георгий Болдугеров, а роли исполнили Алексей Филимонов, Дарья Савельева, Анатолий Попов, Артём Кобзев, Евгений Муравич, Дмитрий Блохин, Ирина Онацкая, Анна Красильникова, Дмитрий Дюжев.
Второй сезон
Помимо девяти серий второго сезона, в 2024 году вышли пять веб-сериалов – спин-оффов.
| № | Название     | Дата премьеры   | Режиссёр           | Актёры |
| - | ------------ | --------------- | ------------------ | --- |
| 1 | «Беременная» | 13 февраля 2024 | Оксана Михеева     | Надежда Игошина, Николай Клямчук, Глеб Бочков, Астан Агрба, Марина Бауэр, Александр Югов, Сергей Белов, Андрей Арзяев, Анна Осипова                                |
| 2 | «Круги»      | 27 февраля 2024 | Сергей Дьячковский | Евгения Крегжде, Сергей Гилёв, Дмитрий Гизбрехт |
| 3 | «Дед»        | 5 марта 2024    | Евгений Емелин     | Анатолий Дубанов, Виктор Яковлев, Таисия Котова, Андрей Шарыпов, Иван Тарабукин, Александр Сударев, Сергей Дьячковский                                             |
| 4 | «Патруль»    | 12 марта 2024   | Сергей Дьячковский | Петар Зекавица, Александр Козлов, Наталья Бардо, Герман Модягин, Дмитрий Никонов, Михаил Куряев, Артём Маслихов, Антон Марданов, Владимир Кочуров, Виталий Боровик |
| 5 | «Допрос»     | 2 апреля 2024   | Павел Тимофеев     | Семён Штейнберг, Ольга Лерман, Игорь Шаройко, Мария Лукьянова, Алина Насибуллина, Константин Игнатьев, Полина Храбрая                                              |

Аудиосериал
10 июня 2024 года вышел спин-офф «Радио “Неделька”» в формате аудиосериала, премьера состоялась в онлайн-кинотеатре Okko и на HiFi-стриминге «Звук». Его режиссёр ― Иннокентий Худимов.

## Оценки
Сериал получил в основном положительные оценки российских кинокритиков. По мнению Егора Москвитина, «Выжившие» остались в тени сериала «Эпидемия», так как их создатели не смогли придумать «прорывную» концепцию. Павел Воронков назвал сериал «одновременно новаторским и архаичным». В «Выживших» увидели отсылки к творчеству Виктора Пелевина и Андрея Тарковского. Критики отмечают сходство сериала с «Эпидемией» Павла Костомарова.